# Vochysia aurantiaca
Vochysia aurantiaca är en tvåhjärtbladig växtart som beskrevs av Stafleu. Vochysia aurantiaca ingår i släktet Vochysia och familjen Vochysiaceae. Inga underarter finns listade i Catalogue of Life.